# Abbaye de la Trinité de Vendôme
Pour les articles homonymes, voir Abbaye Sainte-Trinité.
L'abbaye de la Trinité de Vendôme est une ancienne abbaye de moines bénédictins fondée en 1033 par Geoffroy Ier Martel, comte de Vendôme, située dans la ville de Vendôme en bordure du Loir.

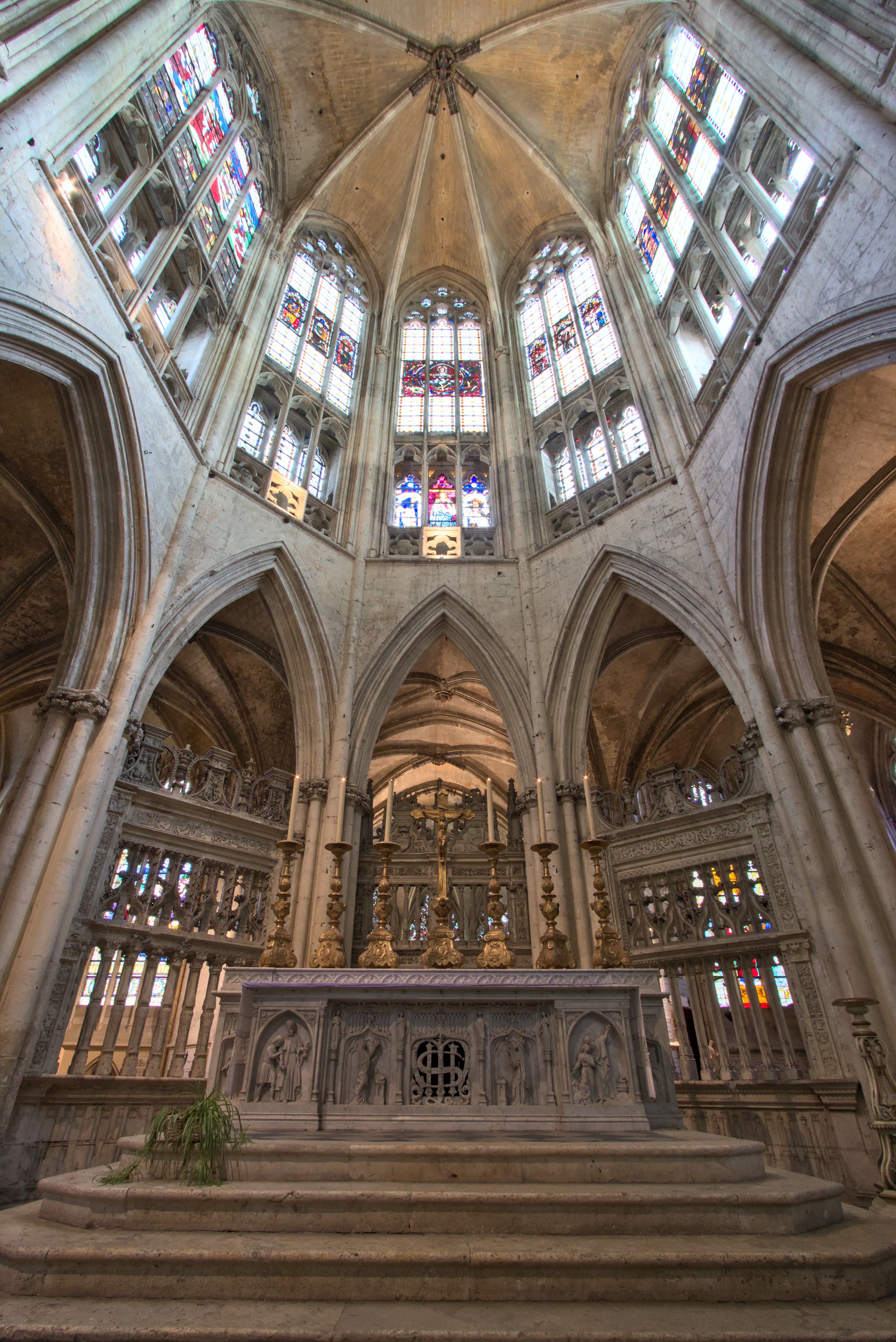
Le maître-autel et les vitraux du chœur.

Fondée par Geoffroy Martel, sans doute en 1033, l'abbaye connut son apogée au Moyen Âge, ses dépendances s'étendaient dans l'ouest de la France médiévale, de la Saintonge à la Normandie. Après un déclin au XVIe siècle, l'abbaye est récupéré par des moines de la Congrégation de Saint-Maur, qui effectue différents travaux de réaménagement et de reconstruction, malgré cela le monastère périclite durant tous le XVIIIe siècle. En 1791, les bâtiments de l’abbaye de la Trinité sont mis en vente. Les locaux abritent un tribunal, des prisons et la sous-préfecture. C'est en 1802 que s'établit un quartier de cavalerie prenant le nom de quartier Rochambeau en 1886. Près de trente bâtiments (écuries, manèges, magasins…) vont être progressivement construits. Le 20e Chasseurs à cheval, décimé en 1914, termine la liste des régiments stationnés à Vendôme. La gendarmerie, dernier occupant des lieux, est réinstallée à proximité immédiate, depuis 1996.
En 2018, le bâtiment régence, partie sud du cloître est acquis par Louis Vuitton pour y installer un atelier de maroquinerie.

## Histoire

### La fondation: entre légende et politique

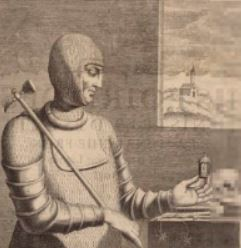
Geoffroy II d'Anjou dit Martel.

La légende de la fondation raconte qu'en pleine nuit, ou à l'aurore, depuis la fenêtre de l'aula du château de Vendôme, le comte de Vendôme, Geoffroy Martel et sa femme Agnès de Bourgogne, virent des étoiles filantes tomber à trois reprises dans une fontaine dans des prés à l'est de la ville. À la suite de cet évènement le comte aurait demandé conseil à l'évêque de Chartres, Thierry, qui aurait vu dans ce miracle le signe de la volonté divine de voir un établissement religieux dédié à la Trinité construit à Vendôme. Geoffroy Martel décida alors d'ériger à l'emplacement de cette fontaine, une abbaye. Mais la réalité paraît bien différente, car ce texte ne date que au mieux du XIIe siècle soit plus de 70 ans après la fondation. Le fait que la fondation soit un acte pieu de la part du couple comtale paraît évident, mais des raisons plus politiques apparaissent. Notamment le désir de racheter une conduite considérée par l'église comme peu vertueuse, soit le mariage de Geoffroy et Agnès qui est assez irrégulier ainsi que l'usurpation du titre même de comte de Vendôme à son neveu Foulques l'Oison. Ainsi la fondation de l'abbaye, et quelques années plus tard, de la Collégiale du château marque physiquement le pouvoir du comte sur une terre qu'il a usurpé.

### Les premières décennies
La fondation de l'abbaye date des environs de 1032-1034 et se fit dans un premier temps de manière orale. À cette période eurent lieu les premières donations en faveur du monastère. À cette même période commença le chantier de construction sous l'abbatiat du premier abbé, Renaud (venu de l'abbaye Saint-Nicolas d'Angers). La fondation et la dédicace furent  officialisées par une charte le 31 mai 1040, à cette date le gros œuvre du chœur de l'abbatiale romane semble achevé. Cette charte donne les premières propriétés de l'abbaye qui sont alors réparties entre le Vendômois, le Maine et la Saintonge. Le couple comtale continua ses largesses envers l'abbaye, même après l'annulation de leur mariage en 1049-1051, Agnès continua également après la mort de Geoffroy en 1060.
Le chantier de l'abbatiale romane semble achevé vers 1060-1070, durant l'abbatiat du second abbé, Oudri.
L’abbaye devint très rapidement prospère, notamment grâce aux donations de ses fondateurs, et même par la suite après leur disparition, par divers bienfaiteurs plus modestes. La donation la plus remarquables est sans doute celle de la Sainte Larme que fit Geoffroy Martel en 1047. Cette relique fit du monastère l'un des plus gros pèlerinage d'Europe, des pèlerins venant même des Pays-Bas.

### L'abbaye et la papauté
L'abbaye bénéficia rapidement de rapports étroits avec la papauté. Dès 1054 le pape Léon IX, par l'intermédiaire de son légat Hildebrandt, tirant avantage de la situation délicate dans laquelle se trouvait Geoffroy Martel avec l'évêque du Mans qui lui avait interdit l'accès à la capitale mancelle en 1051-1052, il réussit à convaincre Geoffroy de donner la Trinité et l'Esvière d'Angers (prieuré dépendant de l'abbaye) au pontife. Geoffroy accepta également sous la contrainte de restituer le comté à son neveu Foulques L'Oison.
S'ensuivirent une série de privilèges des papes Victor II et Alexandre II, aucune excommunication générale ne pouvait les atteindre, et tous procès concernant ces monastères devaient s'effectuer qu'après consultation de Rome. Ainsi au début des années 1060 la Trinité possédait des privilèges qui correspondait à une exemption quasi-totale. L'exemption totale (ajout du droit de refuser l'évêque dans le monastère, et l'exemption du droit de visite et de la sanction épiscopale) fut accordé à la fin du XIe siècle par Urbain II.
Les abbés eurent aussi le privilèges exceptionnel de porter le titre de cardinal (attaché à l'église Santa Prisca, d'abord accordé au second abbé, Oudri puis à partir de l'abbé Fromond (1132-1139) ce droit devint permanent, et fut lié à la charge d'abbé de la Trinité.

#### Entre apogée et conflits

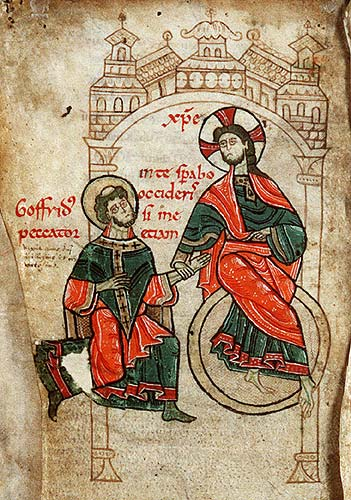
Geoffroy de Vendôme représenté nimbé, à genoux, au pied du Christ trônant sur le globe.

À partir de la fin de la main mise angevine sûr le comté de Vendôme, lorsque Foulques L'Oison reprend ses droits sur le comté, lui et ses successeurs vont fréquemment entrer en conflit avec l'abbaye. En effet la Trinité leur échappait complètement puisque restait sous l'autorité des comtes d'Anjou.
Mais le monastère eût souvent le dessus.
Paradoxalement c'est durant cette période que l'abbaye fut le plus prospère, atteignant son apogée sous l'abbatiat de Geoffroi de Vendôme (1093-1132). Élu à 24 ans seulement et consacré par l'évêque Yves de Chartres, il se détacha de l'évêque pour une relation privilégiée avec le pape. Geoffroi eût des rapports étroits avec les évêques d'Angers de Saintes et du Mans, et établit des relations avec Cluny et Fontevraud, lui permettant d'obtenir une association spirituelle avec ces deux monastères. Sous son abbatiat le nombre de moine atteint la centaine, chiffre qui ne fut jamais dépassé par la suite. Il est également marqué par une activité artistique intense, nous lui devons les peintures de la salle capitulaire et probablement le vitrail de la vierge à l'enfant.
L'abbé Geoffroi accueilli dans l'abbaye deux papes, tous d'abord Urbain II en 1095, venu du Mans durant un périple entamé à la suite du concile de Clermont, le pape, accompagné notamment par l’abbé de Vendôme, s’arrête à Vendôme, reçu en l’abbaye du 19 février au 3 mars 1098 soit pendant une dizaine de jours, accompagné, entre autres, du cardinal Raynier (Reniero) qui lui succédera, sous le nom de Pascal II.
Durant son séjour à Vendôme, le 26 février, selon le cartulaire de la Trinité, Urbain II consacra un autel dédié à la Sainte Croix et à Saint-Eutrope dont l’église, à l’époque, possédait des reliques.
Geoffroi accueilli de nouveau, mais cette fois en tant que pape, Pascal II, qui séjourna à l'abbaye durant 11 jours en 1107.

### La construction du clocher (v. 1140-v. 1150)

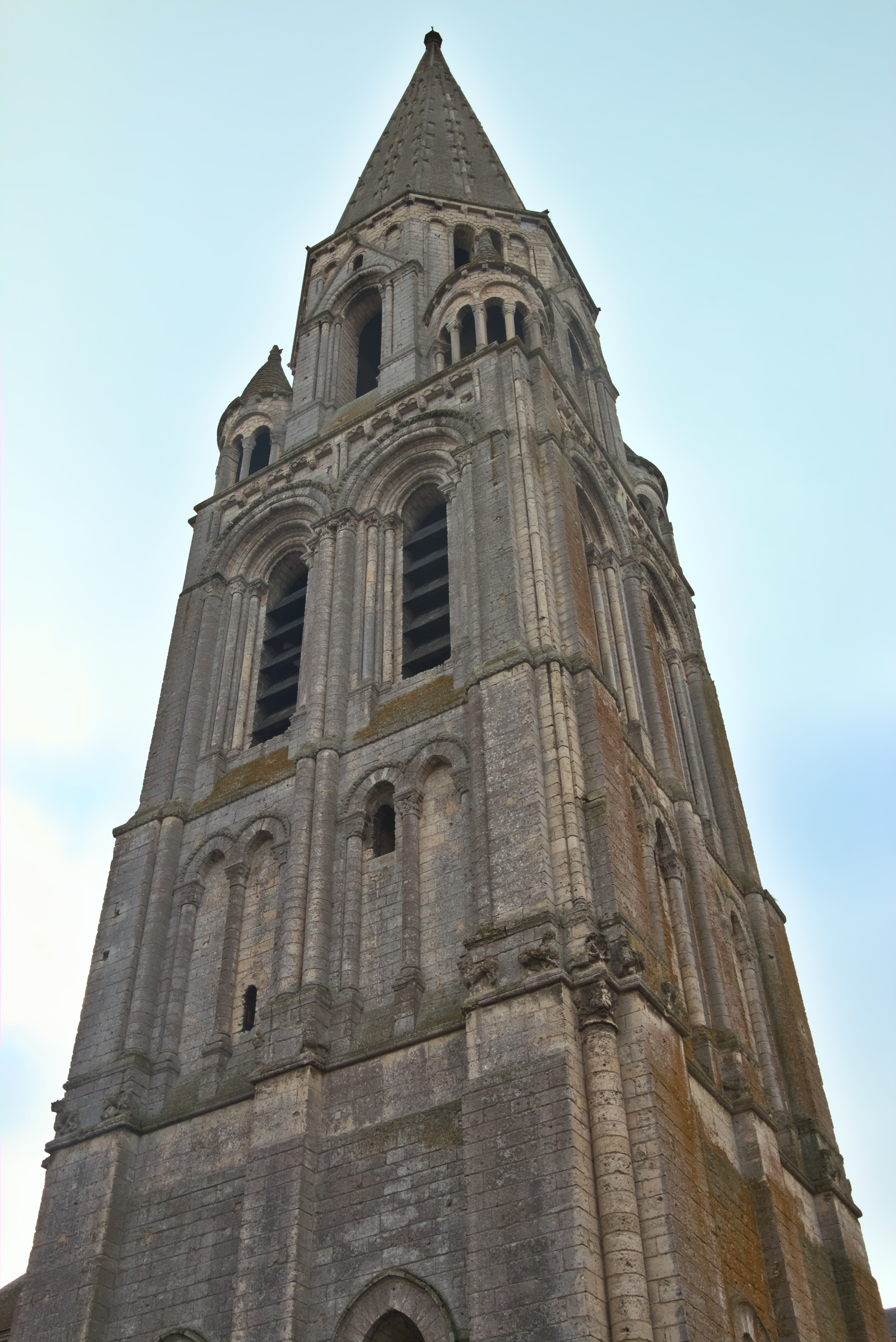
Clocher de l'abbaye.

Avant la construction du clocher, les cloches semblent avoir étaient installées dans la galilée, espace à l'entrée de l'abbatiale romane, séparant le monde sacré du monde profane.
Le chantier du clocher fut probablement lancé sous l'abbatiat d'Aubert (1139-1145) ou de Robert (1146-1160). Il est indispensable à la vie monastique, puisque c'est lui qui sonne les heures et régie ainsi la vie liturgique. Mais la volonté de construire un si monumental clocher s'explique par la volonté d'émancipation de l'abbaye face à l'évêque, permettant de montrer de loin à tous la présence de l'abbaye, puisque sa hauteur de 80 mètres dépassait de loin les constructions environnantes.
De plus, son style architectural proche de celui du clocher vieux de la cathédrale de Chartres daté de la même période, invite à penser qu'une certaine concurrence exista entre l'abbaye et le diocèse, chacun voulant affirmer son importance.
Certains érudits (Gabriel Plat et René Crozet) ont même été jusqu'à dire que le clocher de Vendôme aurait été construit avant celui de Chartres,. Mais les datations trop imprécises des deux édifices ne permet pas de trancher.

### LeXIIIesiècle

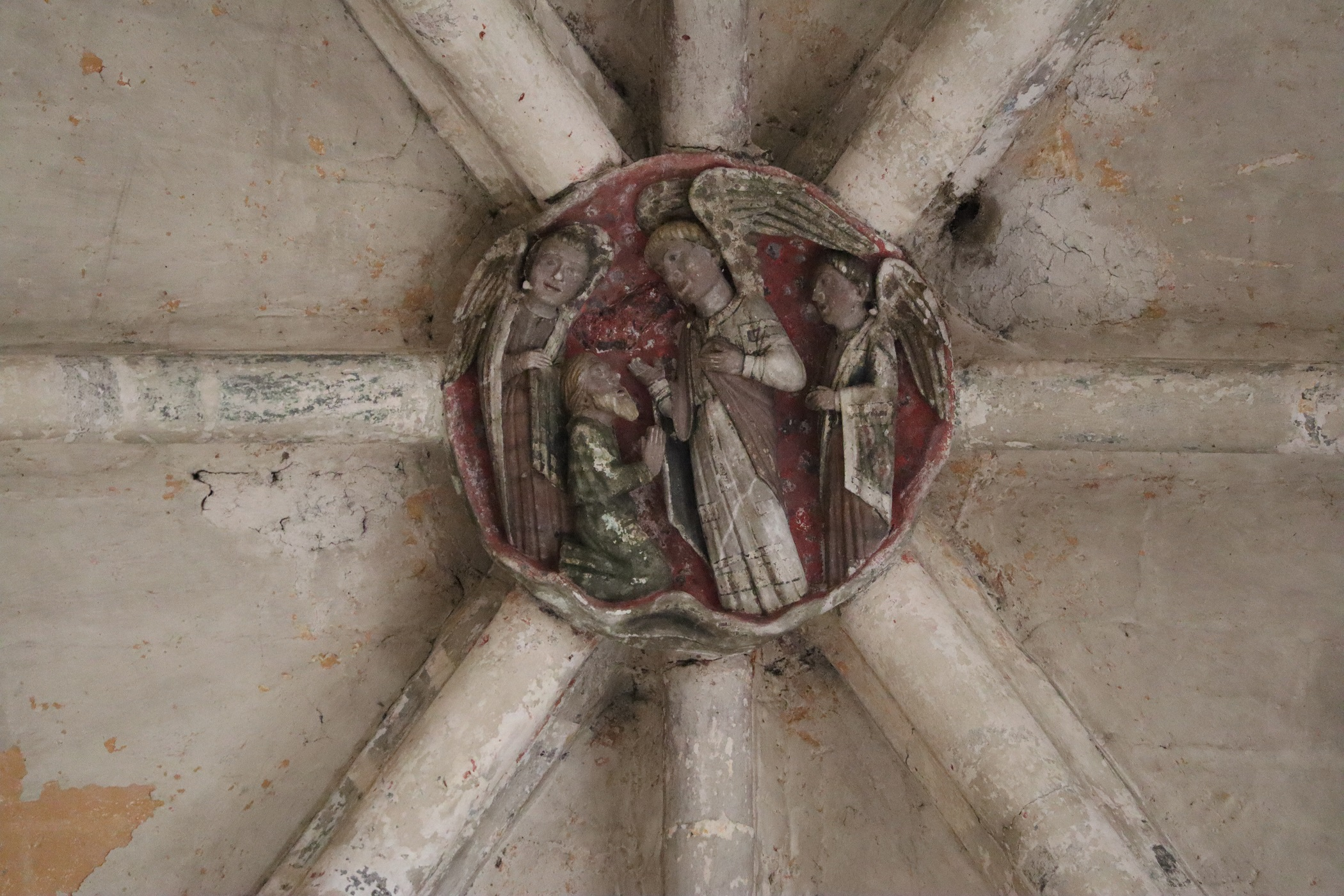
Clef de voûte du bras nord du transept, Abraham et les trois anges.

En 1205 le comté de Vendôme est rattaché au domaine royal, à la suite des conflits entre Plantagenêt (Anjou) et Capétiens. La protection de l'abbaye ne dépendit donc plus des comtes d'Anjou mais du roi de France, ainsi les relations entre l'abbaye et le comte de Vendôme s'améliorèrent. Malgré quelques litiges notamment en 1227 ou le pape Grégoire IX dut intervenir, les conflits entre les deux puissances vendômoise semble terminé par la suite.

#### Modernisation du transept et réalisation de l'armoire de la Sainte Larme

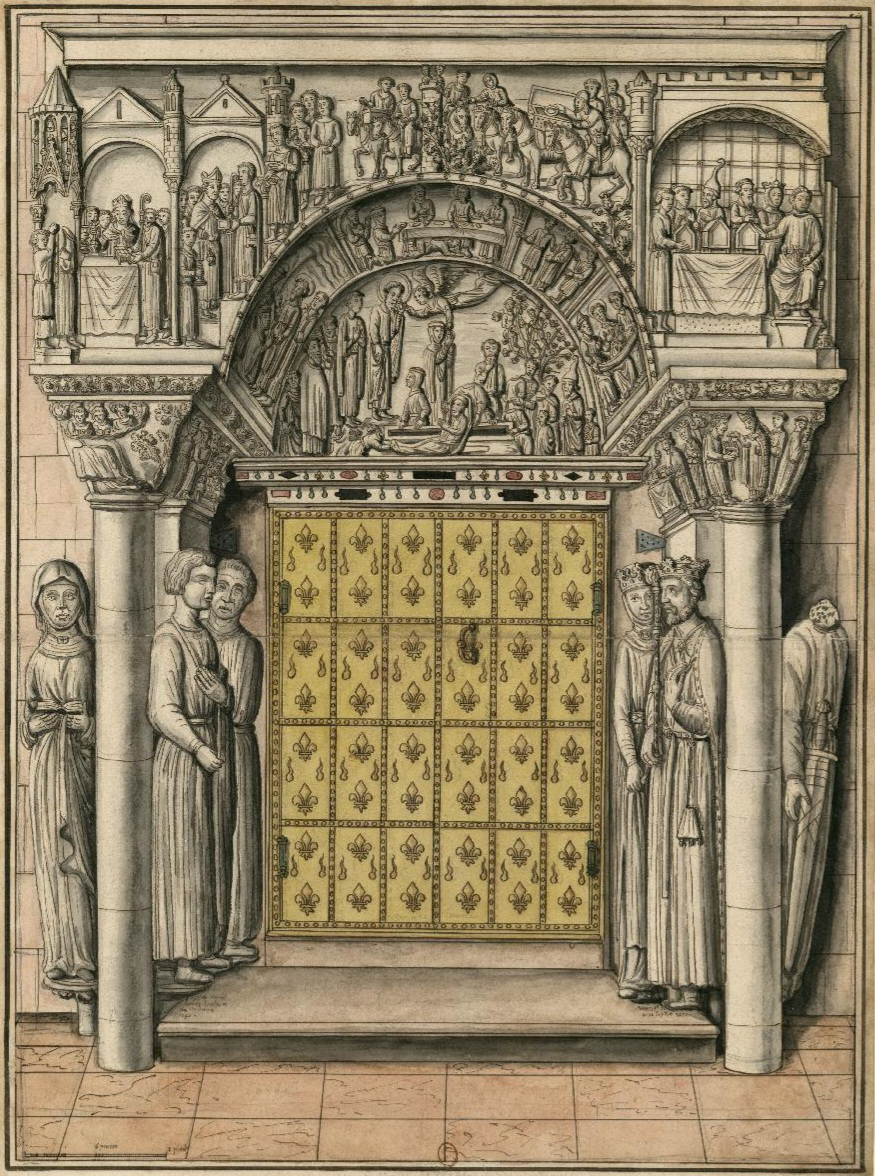
Armoire monumentale de la Sainte-Larme de Vendôme, Collection Gaignière.

À cette même période, dans le premier quart du XIIIe siècle des travaux de modernisation de l'abbatiale romane sont entrepris, le transept est surélevé, de nouvelles fenêtres sont percées et le tout est voûté d'ogives. Ces travaux furent voulu par l'abbé Hamelin (1203-1222), qui désira aussi construire une armoire monumentale pour la Sainte Larme, en raison du succès de son pèlerinage, lui donnant ainsi un écrin monumentale pour la magnifier.

### Le chantier de l'abbatiale gothique (finXIIIe-débutXVIesiècle)

#### L'église rayonnante (1271-1357)
Lorsque l'abbé Renaud de Villedieu est élu en 1246, l'abbatiale romane est toujours en place, avec pour seul élément de modernité son transept voûté d'ogives. L'abbatiale est dépassée, d'autant que la majorité des grands édifices alentours avait récemment étaient reconstruits dans le nouveau style. Ainsi l'abbé Renaud engagea la reconstruction de l'abbatiale pour la mettre au goût du jours. En mars 1271, il obtint de l'abbé du Petit-Citeaux, le droit de prélever de la pierre dans les carrières de la Chappe. Les travaux pouvaient commencer. Mais Renaud de Villedieu décéda cette même année, c'est donc son successeur Philippe qui pris en mains les premières années du chantier, suivit de Jean (1275-1284).
Le chantier commença par le chœur, le projet d'origine prévoyait la destruction du transept roman, mais faute de moyen celui-ci fut conservé, les parties basses du chœur sembles achevés en 1280. La construction fut interrompue et ne repris qu'avec l'abbatiat de Simon du Plessis (1284-1308), soit, au plutôt, 4 ans après. La construction des parties hautes du chœur se fit à ce moment-là.
En 1308 le pape Clément V accorda un an et quarante jours d'indulgence à tous ceux qui participeraient à la reconstruction de l'abbatiale.

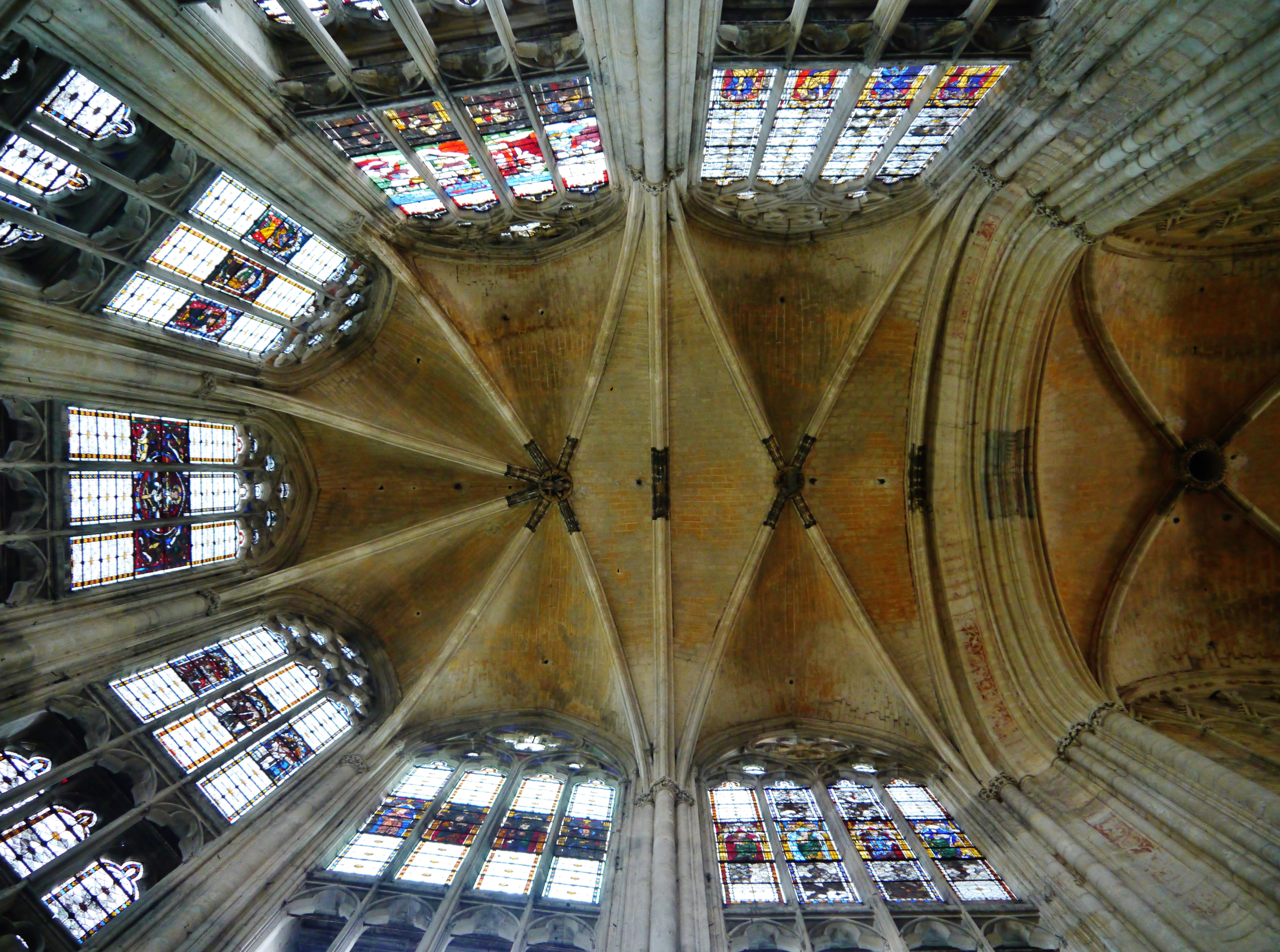
Voûtes du chœur qui étaient achevés en 1320.

Pour gagner des fonds supplémentaires pour la construction, le nouvel abbé, Guillaume de Viesel (1309-1319), vendit des bois en 1314. Lorsque les parties hautes du chœur furent construites la question de la destruction du transept fut de nouveau envisagée mais abandonnée, la croisée fut alors voûtée en accord avec les nouvelles voûtes du chœur le tout étant voûté en 1320.
Ainsi lorsque Jean de Buffa arriva à la tête de l'abbaye en 1319, le chœur et le transept étaient achevés, mais la nef romane était quant à elle toujours en place, mettant ainsi le chœur des moines de manière inconfortable entre le transept modernisé et la nef ancienne. La reprise des travaux était donc nécessaire. En 1342 à la mort de l'abbé, la huitième travée était achevée, et les parties basses de la travée suivantes étaient bien avancées. Les travaux continuèrent sous ses successeurs Michel (1343-1350) et Guillaume du Plessis (1350-1384), jusqu'en 1357.

#### Le transfert des reliques desaint Eutrope
Le 18 mai 1353, l'abbé Guillaume du Plessis, fit transférer le chef de saint Eutrope, évêque de Saintes, du prieuré d' Availles, à la Trinité, en raison des guerres qui ravageaient la Saintonge et le Poitou, ce transfert qui n'aurait dû être que temporaire, le temps que la paix soit assurée, ne le fut finalement pas, et le crane fut conservé par l'abbaye. L'abbé Guillaume et les moines reçurent la précieuse relique en dépôt par une procession dans les rues de Vendôme.

#### La guerre de Cent Ans et l'arrêt des travaux de l'abbatiale (vers 1357-1470/72)
Le comté de Vendôme est touché par les conflits de la guerre de Cent Ans dès le milieu du XIVe siècle. Ainsi en 1357, le comte d'Anjou Louis Ier d'Anjou, ordonne à l'abbé Guillaume du Plessis de fortifier l'abbaye. La situation politique instable dans la région, et la nécessité de fortifier le monastère contraint l'abbaye à arrêter les travaux de l'abbatiale, à ce moment-là sont construits le chœur le transept et les deux dernières travées de la nef. En 1385 le prieuré de Villedieu, dépendance de l'abbaye, est fortifé.
Alors que la situation politique ne permettait pas des chantiers d'envergure, l'entretien spirituel et la restauration du bâti existant furent mit en avant. Guillaume du Plessis, en outre la fortification de l'abbaye, effectua la restauration des charpentes des chapelles rayonnantes du chœur et de la septième travée de la nef après 1374. En 1380 une bulle du pape Clément VII confirme l'union définitive de l'église de Savigny à la manse abbatiale, revenu supplémentaire pour l'entretien de l'abbaye. Guillaume du Plessis effectua également le transfert du chef de saint Eutrope du prieuré d'Availles à l'abbaye, et fonda une messe en l'honneur de la Trinité dans l'abbatiale. Malgré tout en 1384 lors de l'élection de Pierre de Péruse, il ne restait que 26 moines dans le monastère. Symptomatique de cette période de crise, en 1413, Yves Loiseau, trésorier de l'abbaye, était jugé pour le vol du tronc de la Sainte Larme par le sous-prieur Guy Chesneau. L'année suivante Pierre de Péruse résigné l'abbaye à Jean de Lafont
. Il est remplacé par Yves de Lafont l'année suivante, mais celui-ci ne prend ses fonctions que  le 15 mai 1417. Sous son abbatiat aucun chantier ne furent réalisés à l'abbaye malgré les requêtes des religieux pour que soit effectués des réparations. Mais l'abbatiat d'Yves de Lafont fut riche sur le plan spirituel. En 1416, la reine Isabeau de Bavière, fit un dépôt de 3000 livres à l'abbaye pour y fonder son anniversaire solennel et une messe basse par jour. En 1428 le comte de Vendôme, Louis de Bourbon fonde quant à lui la procession du Ladre. En 1439 l'abbé Yves procède à une reconnaissance des reliques de Saint-Eutrope en présence des évêques de Sées et d'Angers, ainsi que de nombreux abbés et clercs.

#### L'achèvement des travaux et la façade flamboyante
Après la guerre de Cent ans, dès les années 1450 et jusqu'aux premières décennies du XVIe siècle, le royaume de France se reconstruit, rendant propice la reprise des travaux pour l'abbatiale. Dès 1455, Alain de Coëtivy, légat du pape, octroit des indulgences à tous ceux qui visiteraient et participeraient à la reconstruction de l'abbaye. Mais cet élan pour la reprise des travaux ne se concrétisa pas car à la mort de l'abbé Jean de Villeray en 1461, une querelle opposa trois prétendant à la charge d'abbé de la Trinité de Vendôme : Richard Olivier de Longueil, évêque de Coutances; Thibault de Luxembourg, abbé d'Ourscamp et Aymery de Coudun, prieur d'Aulnay. Le différent fut réglé en 1470 en faveur du dernier, qui fut confirmé dans sa nouvelle charge par une bulle du pape Sixte IV le 27 avril 1472. Les travaux purent alors reprendre après plus de cent ans d'arrêt. Pour aider à leur achèvement, Aymery fut autorisé par le pape à cumuler les bénéfices de la Trinité et du prieuré d'Aulnay. Bénéfices qu'il utilisa pour reconstruire la quatrième et la cinquième travée de la nef. Il abandonna ses fonctions en 1487.

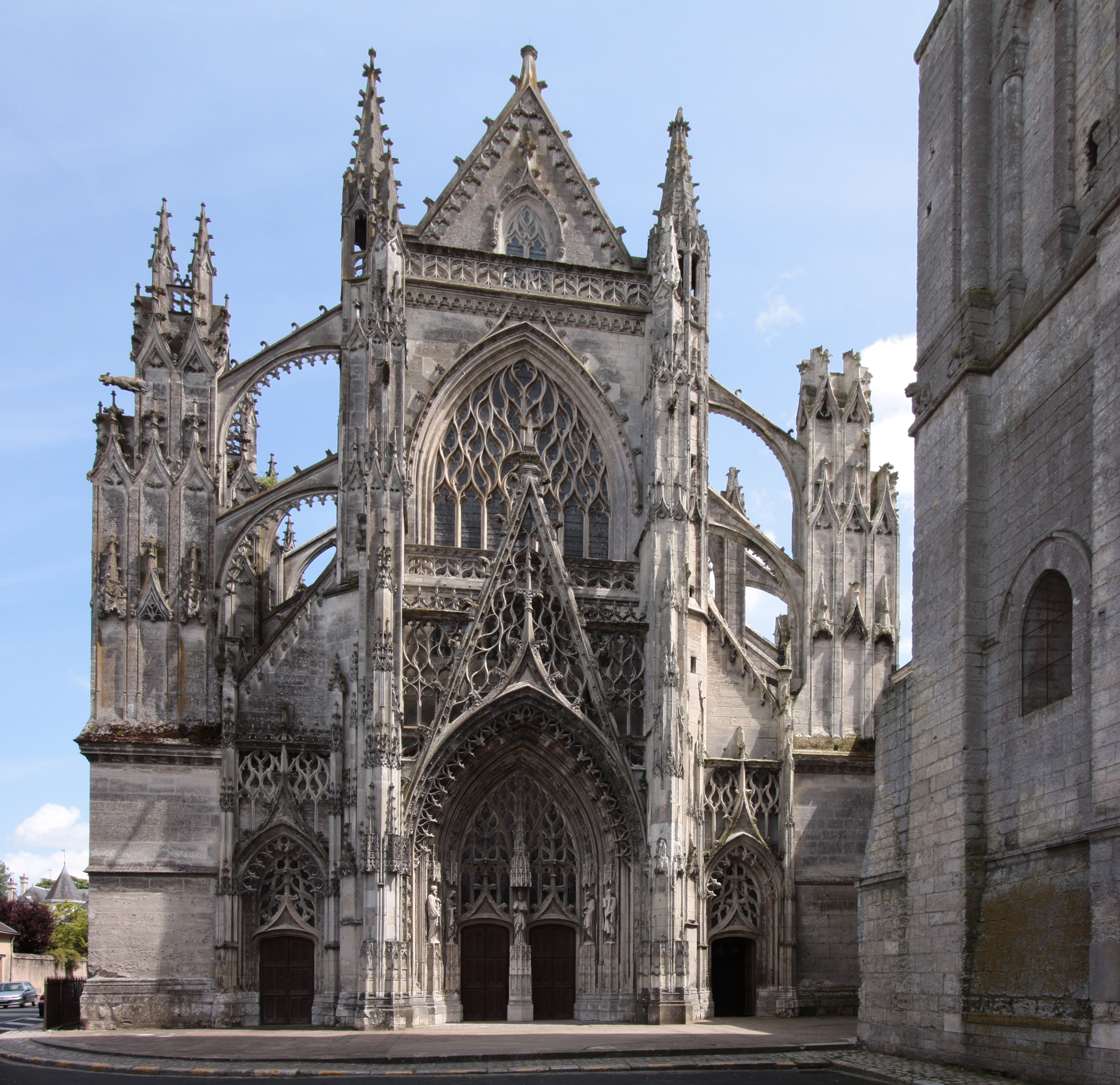
Façade de la Trinité de Vendôme

Est alors élu pour le remplacer, Louis de Crevant, abbé de Sainte-Foy de Conques. Dès son accession à la tête de l'abbaye, il est concurrencé par Louis de Bourbon, évêque d'Avranches qui cherche à récupérer l'abbaye en commande, celui-ci était fils illégitime du comte de Vendôme, Jean VIII. Le différend fut réglé en faveur de Louis de Crevant par le pape Innocent VIII. L'évêque d'Avranches put cependant tirer une pension sur les revenus de la mense abbatiale.
Louis de Crevant donna au chantier un nouvel élan, en accélérant les travaux, en dix ans les trois travées restantes furent construites. Il mit à profit tous les revenus disponibles pour la construction de la façade. Il réussit ainsi à faire intervenir le pape, mais aussi le roi, le comte de Vendôme et l'évêque du Mans pour obtenir des aides. En 1500, le pape et l'évêque du Mans, Philippe de Luxembourg, unirent pour quinze ans le prieuré Saint-Georges d'Oléron à la mense abbatiale pour l'achèvement de l'église. Le 15 décembre 1501, Louis XII exigea par ordonnance que les prieurés de l'abbaye fussent imposés pour aider à l'achèvement du chantier. À cette date, il ne restait à faire que la première travée et le portail occidental. Louis de Crevant confia alors la construction de cette dernière travée et de la façade, à  Jean de Beauce, qui résidait à Vendôme en 1506, il était secondé par Gilles de Jarnay.
La pierre utilisé pour la construction de la façade vient des carrières de Rocheboyau près de Rochambeau vers Thoré-la-Rochette. Quatre-vingt ouvriers œuvrèrent sur le chantier, faisant de celui-ci l'un des plus important de la fin du Moyen-Âge.

### Le XVIe siècle, le déclin et les guerres de Religion

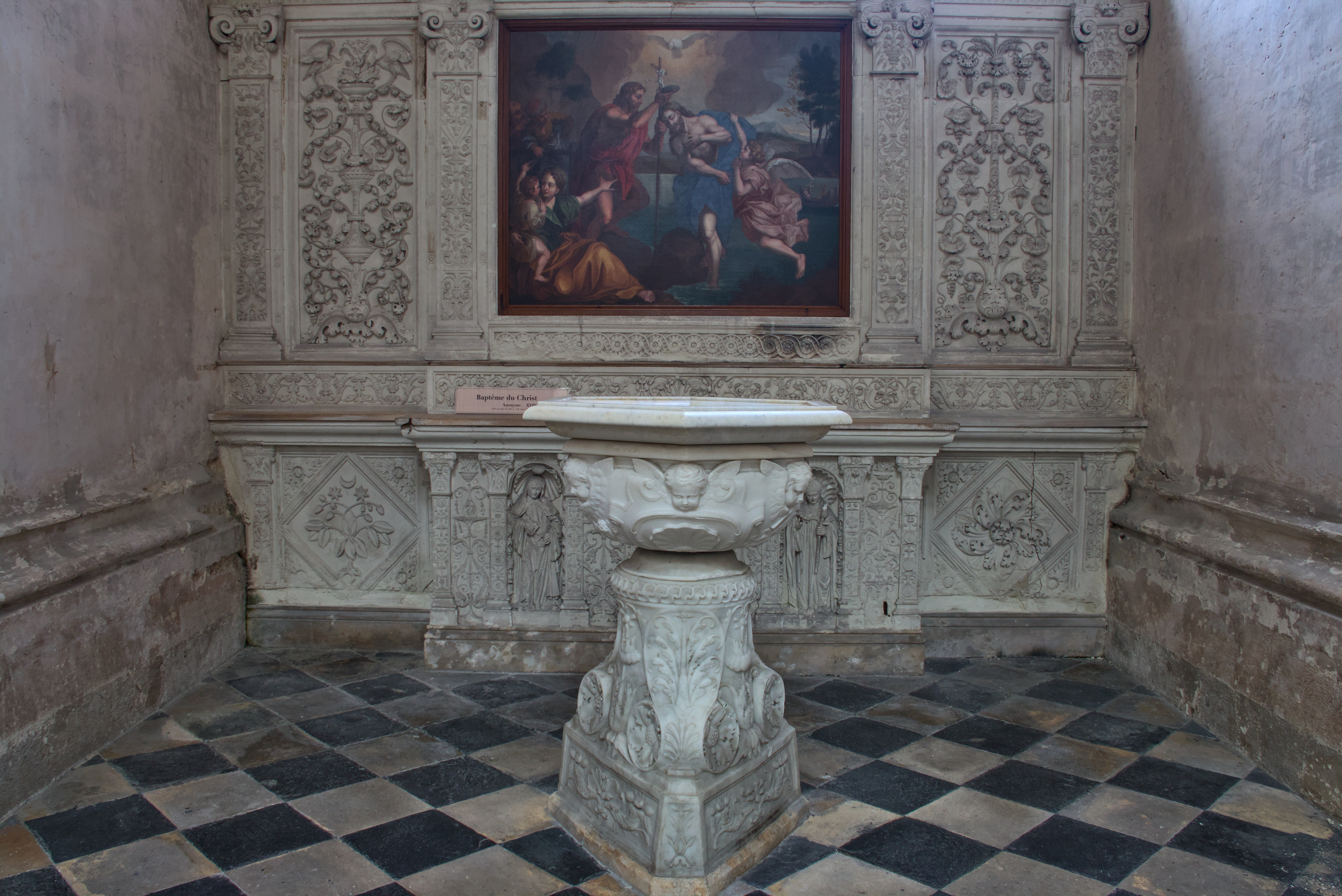
Chapelle des fonts baptismaux

### La reprise en mains par le Congrégation de Saint-Maur

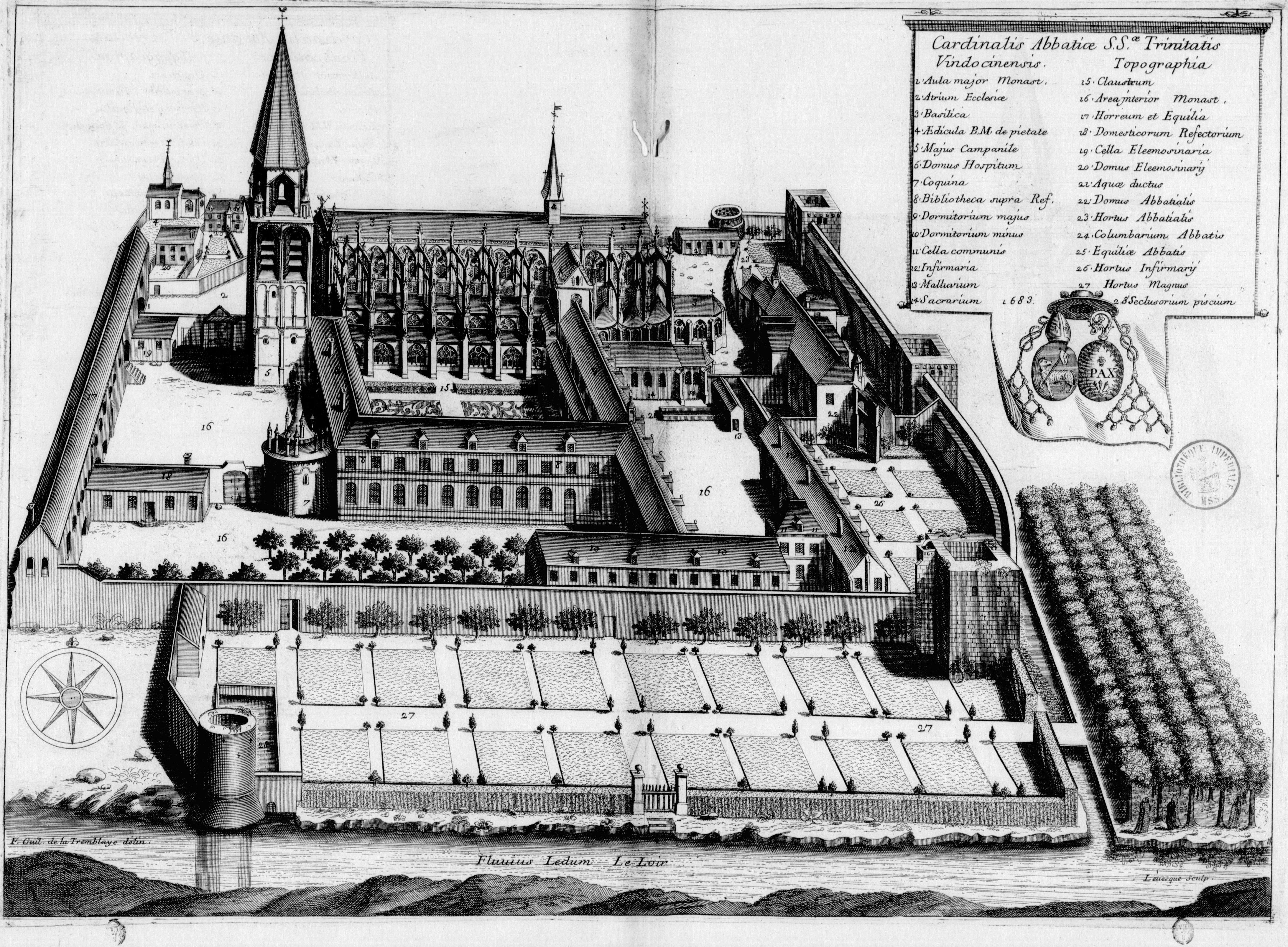
L’abbaye au XVIIe siècle, planche gravée du Monasticon Gallicanum.

### Le XVIIIe siècle

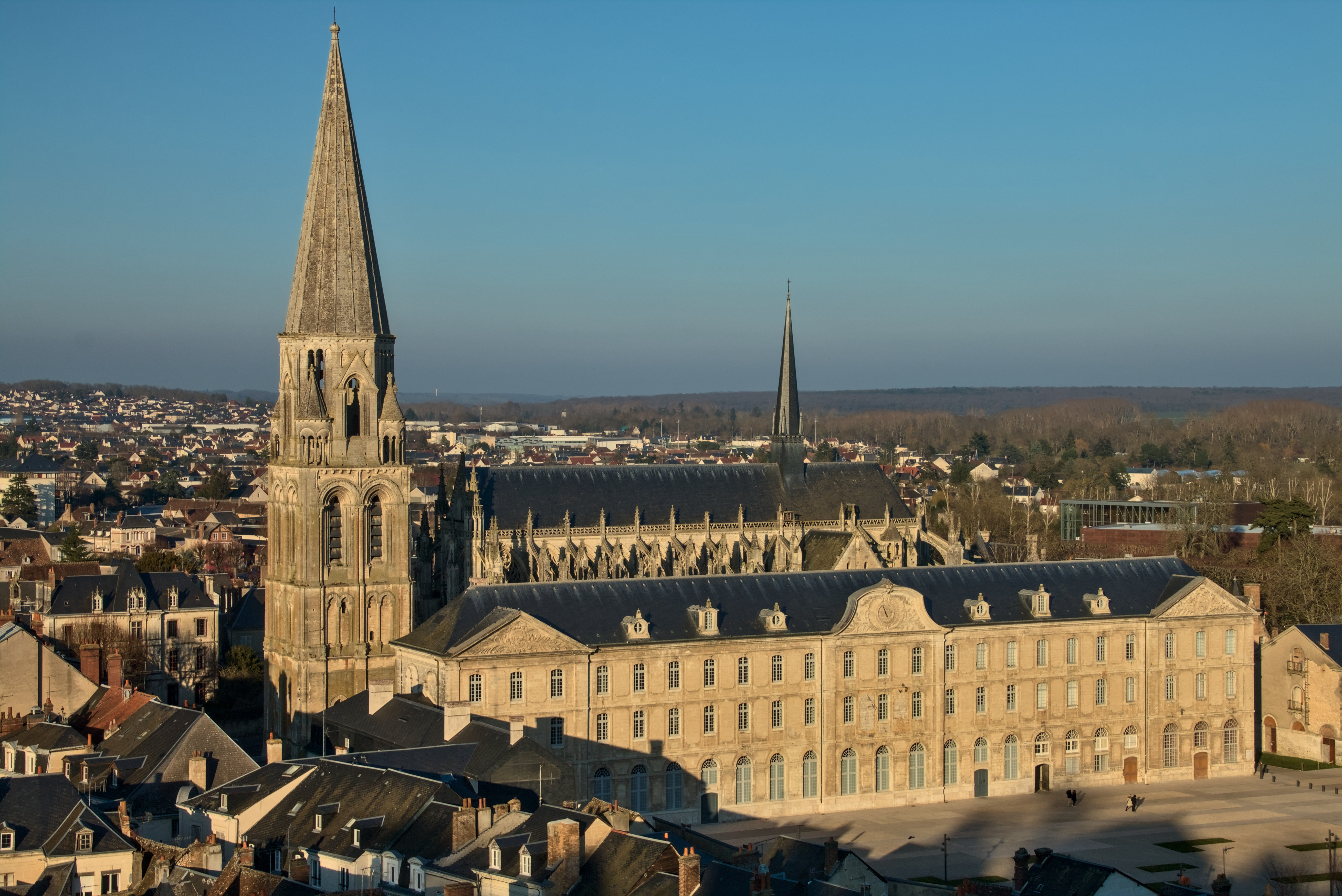
Dortoir des moines construit par les Mauristes.

### DuXIXesiècleà nos jours
Elle connaît deux campagnes de restauration avec Jules de La Morandière et Émile Boeswillwald[réf. nécessaire].

## Architecture
L'abbatiale de la Trinité est un monument majeur du Moyen Âge français. Elle comprend des éléments d'architecture du XIe siècle, un chœur du XIVe siècle, un clocher roman haut de 80 mètres, une façade flamboyante.

### Le clocher.

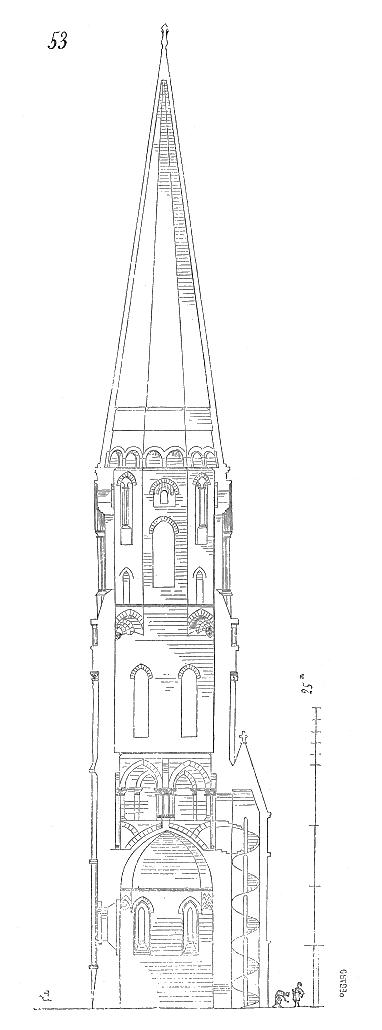
Plan en coupe du clocher, par Eugène Viollet-le-Duc.

Au point de vue de la construction, et sous le rapport du style, le clocher a subi l’influence de deux styles, du style roman ancien né dans les provinces occidentales, et du style qui se développait sur les bords de l’Oise et de la Seine dès le commencement du XIIe siècle, le style désormais appelé style gothique.
Sa base est une salle carrée, voûtée par une calotte en arcs de cloître, avec quatre trompillons aux angles donnant pour le plan de la voûte un octogone à quatre grands côtés et quatre petits. Sur cette voûte, dont la coupe est en tiers-point, s’élève, au centre, un pilier carré cantonné de quatre colonnes engagées.
Quatre arcs doubleaux, en tiers-point, sont cintrés du pilier B aux quatre piliers engagés. Mais, pour porter en toute sécurité le pilier central, deux arcs croisés, concentriques à la voûte, viennent reposer sur les murs de l’étage inférieur, et, afin d’éviter le relèvement de ces deux arcs croisés sous la charge du pilier, quatre arcs-boutants, sortes d’étrésillons, aboutissent sous les bases des colonnes des quatre piles engagées.
Sont les deux arcs croisés sur l’extrados de la voûte et portant le pilier central ; les arcs-boutants aboutissant sous les bases des colonnes engagées des piliers adossés aux murs. Des portions de mur étrésillonnant le système d’arcs. Les pans coupés de la voûte inférieure en arcs de cloître ne sont pas inutiles ; ils tiennent lieu des pièces de charpente que l’on place aux angles des enrayures et que l’on désigne sous le nom de goussets ; ils empêchent le roulement de tout le système, relient et étrésillonnent les angles de la base en maçonnerie. Des moyens si puissants devaient avoir un motif. Ce motif était de porter, sur le pilier central, les quatre arcs doubleaux et la retraite, un énorme beffroi en charpente, auquel la partie supérieure du clocher servait d’enveloppe. Les constructeurs avaient compris, à mesure qu’ils donnaient plus d’élévation à leurs clochers, qu’il fallait, aux beffrois de charpente mis en mouvement par le branle des cloches, un point d’appui solide, près de la base du clocher, là où la construction épaisse et chargée n’avait rien à craindre des pressions inégales des beffrois. Or, les quatre arcs doubleaux et la retraite portaient l’enrayure basse de ce beffroi, et cette construction de pierre, bien appuyée, bien étrésillonnée, conservait cependant une certaine élasticité.
À partir de cette base, l’enveloppe, la partie supérieure du clocher, n’ayant à subir aucun ébranlement, pouvait être légère ; et, en effet, le clocher de la Trinité de Vendôme, si on le compare aux clochers précédents sa construction, est très léger relativement à sa hauteur, qui est considérable (environ 80 m de la base au sommet de la flèche).
Jusqu’alors, dans les clochers romans, une simple retraite ou des trous dans les parements intérieurs, ou des corbeaux saillants, ou une voûte en calotte, recevaient l’enrayure basse des beffrois en charpente ; et peu à peu, par suite du mouvement de va-et-vient que prennent ces beffrois, les constructions se disloquaient, des lézardes se manifestaient au-dessus des ouvertures supérieures, les angles des tours fatiguaient et finissaient par se séparer des faces. Si la charpente des cloches reposait à plat sur une voûte dont les reins étaient remplis, le peu d’élasticité d’une pareille assiette produisait des effets plus funestes encore que les retraites ou les corbeaux sur les parements intérieurs. Car ces voûtes, pressées tantôt d’un côté, tantôt de l’autre, se disjoignaient d’abord, et produisaient bientôt des poussées inégales. Le système d’assiette de beffroi adopté dans la construction du clocher, par sa complication même et la pression contrariée des arcs inférieurs, à cause de ces deux étages d’arcs séparés par une pile, possède une élasticité égale à sa résistance, et divise tellement les pressions alternatives du beffroi en charpente qu’elle arrive à les neutraliser complètement. Cela est très-savant et fait voir comme, en quelques années, sous l’influence des écoles nouvelles, les lourdes constructions romanes s’étaient transformées.
Le clocher est peut-être le premier qui soit élevé sur un programme arrêté. Ce n’est plus une tour de quasi défense sur laquelle on a élevé un beffroi, ce n’est plus un porche surmonté de salles et terminé au sommet par une loge ; c’est un véritable clocher, construit de la base au sommet pour placer des cloches, c’est une enveloppe de cloches, reposant sur l’assiette d’un beffroi. Tout en conservant la plupart des formes romanes, comme construction, il appartient à l’école nouvelle ; il remplace les résistances passives de la construction romane par les résistances élastiques, équilibrées, vivantes de la construction gothique. Ce principe, découvert et mis en pratique une fois, eut des conséquences auxquelles les architectes ne posèrent de limites que celles données par la qualité des matériaux, et encore dépassèrent-ils parfois, grâce à leur désir d’appliquer le principe dans toute sa rigueur logique, ces limites matérielles.
Voyons maintenant le clocher à l’extérieur. Bien que déjà les baies soient fermées par des archivoltes en tiers-point peu prononcé, son aspect est roman ; son étage supérieur octogonal sous la flèche nous rappelle les couronnements des clochers de Brantôme et de Saint-Léonard, avec leurs gâbles pleins sur les grandes baies principales, et les pinacles des clochers de l’ouest. Les archivoltes de ces pinacles, ainsi que ceux de l’arcature sous la pyramide, sont plein-cintre. Mais la pyramide devient très-aiguë ; elle est renforcée de nerfs saillants sur ses angles et sur le milieu de ses faces ; elle n’est plus bâtie en moellons, conformément à la vieille tradition romane, mais en pierres bien appareillées, et ne porte, dans cette énorme hauteur, que 0,50 c. d’épaisseur à sa base et 0,30 c. à son sommet.
Au niveau des pinacles : sont portés sur des colonnettes alternativement simples et renforcées d’un petit pilier carré ; leur plan est circulaire. C’est encore là un dernier vestige des traditions du Périgord. On observera que l’escalier en pierre accolé à la tour ne monte que jusqu’au-dessus de la voûte de l’étage inférieur. Conformément aux habitudes romanes, on ne montait dans le beffroi en charpente que par des échelles de bois.

### L’abbatiale gothique

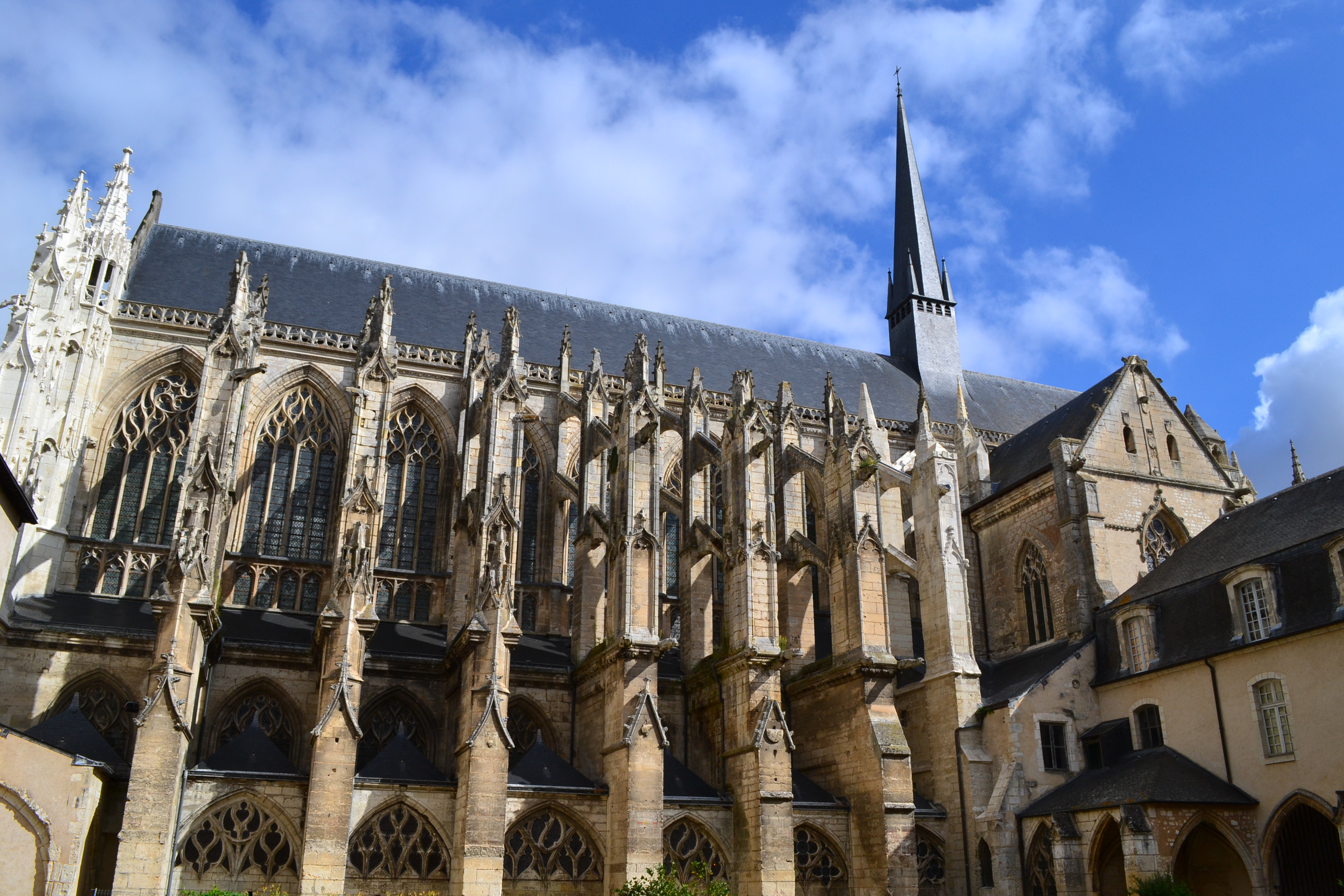
La nef et le bas-côté sud avec la galerie du cloître encore subsistante.

L'église gothique a repris le plan du chevet roman à cinq chapelles rayonnantes. La clôture du chœur est ornée de sculptures gothiques flamboyantes et Renaissance. Les stalles ont des miséricordes sculptées de pittoresques scènes de la vie quotidienne et des métiers. La clôture du chœur et les stalles ont été commandées par l'abbé Louis de Crevant et terminées par son neveu Antoine dans la première moitié du XVIe siècle.

#### La façade
En 1508, le maître d'œuvre, Jehan Texier dit Jehan de Beauce, réalise la façade de l’abbatiale de la Trinité. Cet embrasement sculpté est un des chefs-d’œuvre de l'art gothique flamboyant. Le clocher de l'église constitue aussi un édifice exceptionnel construit au XIIe siècle. Il ressemble au clocher sud de la cathédrale de Chartres qui lui est contemporain.

#### Intérieur

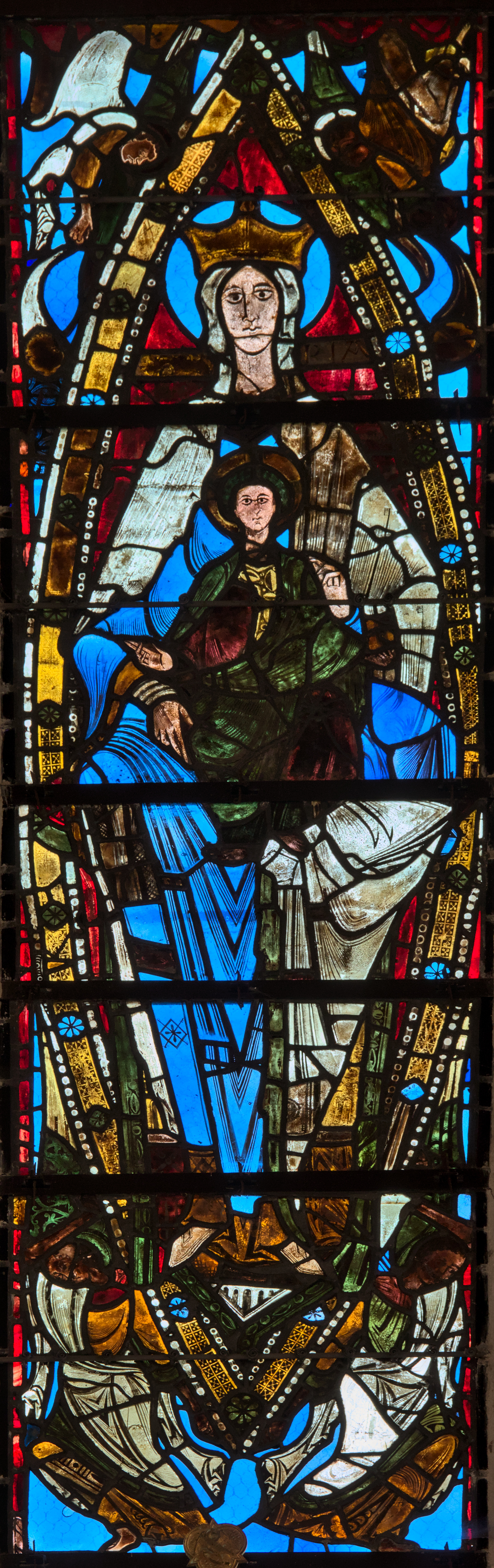
Vitrail de la Vierge de Vendôme.

#### Vitraux
L'ensemble des verrières sont classées aux Monuments historiques. Dans la baie 0 de la chapelle axiale, dite du « Saint-Sacrement », le vitrail de la Vierge de Vendôme représente le type primitif de la célèbre Notre-Dame de la Belle Verrière de la Cathédrale de Chartres. Mesurant 240 cm de haut sur 60 cm de large, il date du XIIe siècle.

#### La clôture de chœur

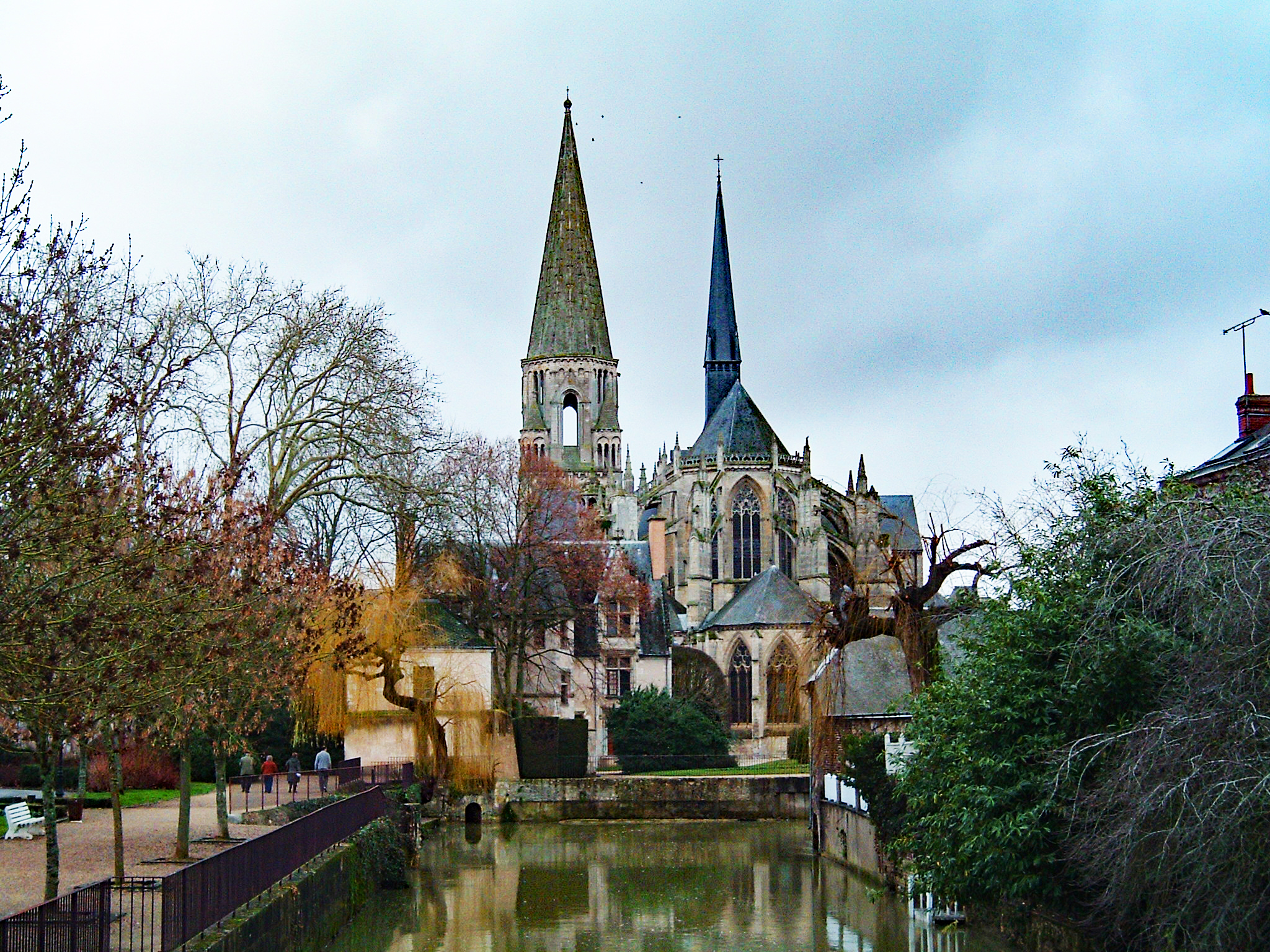
Le clocher roman de la Trinité à gauche et l'église gothique de la Trinité à droite.

### Les bâtiments conventuels

#### La cour du cloître
Il est au cœur du fonctionnement de cette abbaye bénédictine et comprend : le dortoir, le réfectoire et le logis des hôtes. La cuisine circulaire (comme à Fontevraud) et l’aile sud ont été remplacées par un bâtiment plus imposant, nécessaire à l’accueil des moines bénédictins mauristes au XVIIIe siècle. Seule la partie nord de la galerie du cloître, le long de l’église, a survécu à la démolition décidée par l’armée en 1907.

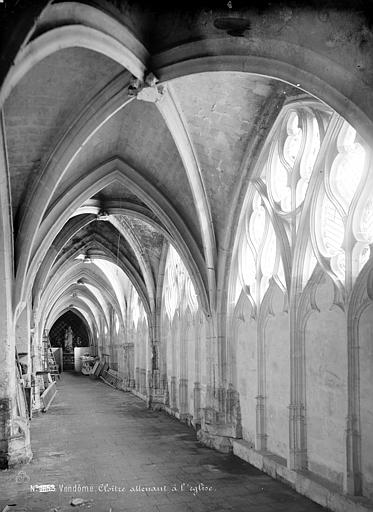
Galerie du cloître subsistante.

#### La salle capitulaire
Les murs de la salle sont ornés de très belles fresques (fin XIe siècle début XIIe siècle) découvertes en 1972 derrière un mur du XIVe siècle. « La Pêche miraculeuse » (Jean 21, 1-14) demeure la plus belle de ces scènes illustrant des événements survenus après « La Résurrection du Christ ».

#### Les cuisines
Les cuisines médiévales étaient circulaires, d'un type proche de celle encore conservée à Fontevrault.

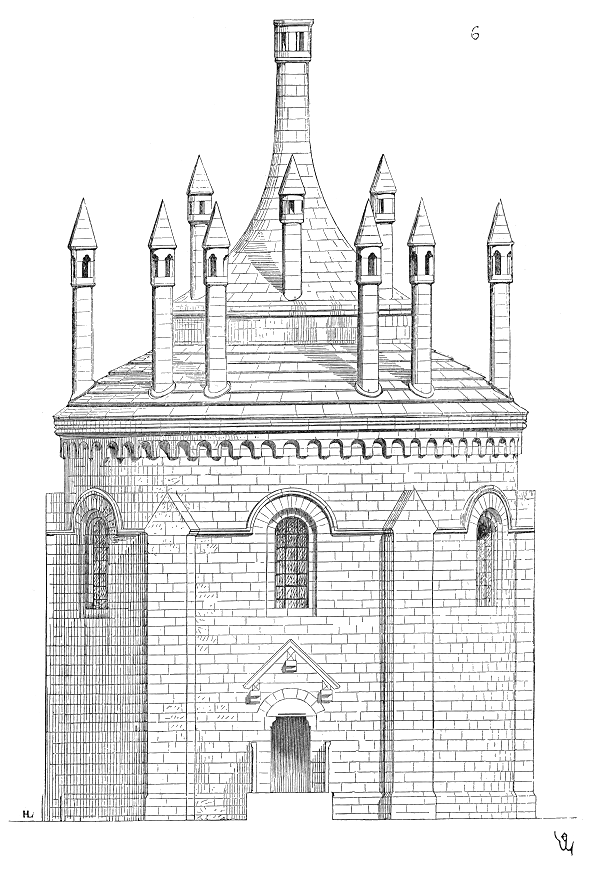
Essai de restitution des cuisines de l'abbaye.

#### Palais abbatial
Le logis abbatiale actuel date des XVe et XVIe siècles

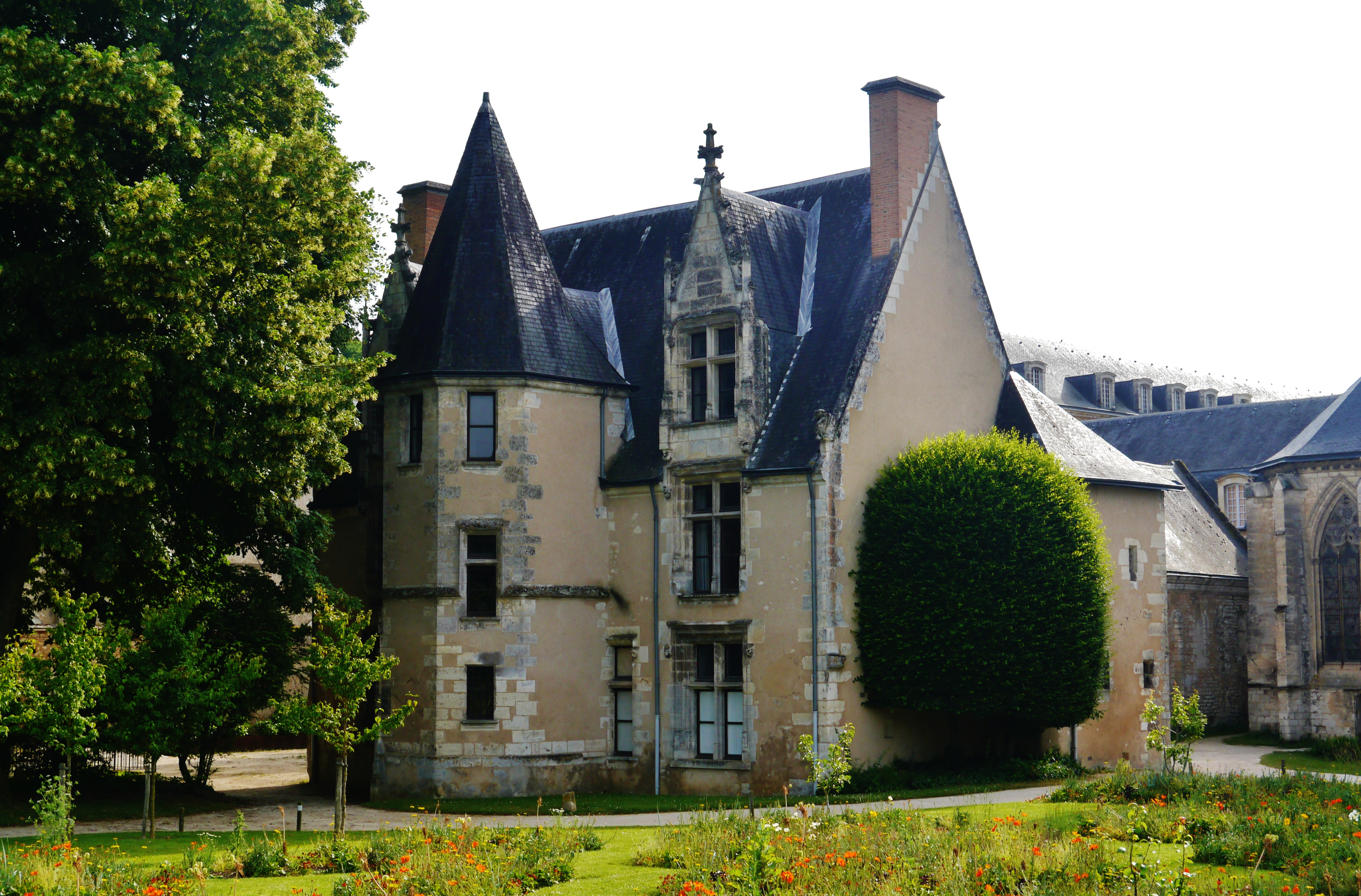
Le logis abbatiale.

## Mobilier

### Les sculptures
- Depuis la Révolution, une statue de Saint-Jean-Baptiste en marbre blanc qui était originellement à la collégiale Saint-Georges de Vendôme est situé dans le bras nord du transept, elle avait été offerte par le comte Jean VII de Bourbon à la fin du XIV. Elle ornait alors le centre d'un retable aux volets peints, et était installée dans la chapelle St-Jean qu'il avait fondée, et où il fut enterré[39].

## Trésor

### Reliques
L'abbaye comptait parmi les plus importantes de l'époque médiévale, elle abritait de nombreuses reliques:
- relique de la Sainte Larme. La Sainte Larme était un bloc de cristal dans lequel se trouvait une goutte d'eau. La relique était placée dans une armoire connue par des dessins[41],[42]. Les bénédictins sont chassés de l'abbaye en 1790. Le reliquaire de la Sainte larme continua à être adoré, mais le 25 octobre 1792, la municipalité de Vendôme vient à l'abbaye et se fait remettre les reliquaires pour en retirer l'or et les pierres précieuses. Les reliques sont brûlées mais le reliquaire de la Sainte Larme n'a été saisie que plus tard comme le montre une lettre datée du 2 messidor an II (20 juin 1794) indiquant que l'or de ce reliquaire a été envoyé à la Monnaie de Paris le 29 décembre 1793. Cependant le fuseau de cristal contenant la Sainte Larme a été recueilli par un sieur Morin puis passa de mains en mains. En 1803, au rétablissement du culte, la relique est remise à Étienne-Alexandre Bernier, évêque d'Orléans qui en fait don au cardinal Caprara, légat du pape en France. Cette relique a été perdue dans son transport de Vendôme à Rome. Achille de Rochambeau remarque que l'Église n'a jamais consacré l'authenticité de cette relique[43].
- Le corps de saint Eutrope
- Un fragment de la Vraie Croix
- Des reliques de saint Léonce
- Un bras de saint Bié (saint Béat ou saint Bienheuré)
- Des reliques de saint Colomban
- Le chef de saint André
- La mâchoire inférieure de sainte Madeleine
- Un os de saint Laurent
- Un fragment du manteau de saint Arnoult
- Un bras de saint-Colomban
- Un doigt de saint Julien, évêque du Mans
- Un fragment de la couronne d'épine (peut-être confondu avec le morceau de la vrai croix[44].)
- Des reliques de saint Séverin

## Les possessions de l’abbaye
Liste non exhaustive

### Dans l'anciendiocèse de Chartres

#### Les églises paroissiales
- L'église saint-Bienheuré de Vendôme
- La moitié de l'église des Pins
- L’église de La Chapelle-Enchérie
- L’Église Saint-Pierre de Lancôme
- L’église de Pezou, et un moulin[46]
- L'église de Prunay
- L'église Sainte-Marie-Madeleine de Rouillis[47]
- L'église Saint-Gilles de Renay[47]
- L'église de Lignières
- L'église Saint-Pierre de Boisseau et tout le village[48]
- L'église Notre-Dame de Villeneuve-Frouville
- L'église Saint-Pierre de Cormenon
- L'église Saint-Pierre de Boisseau et tout le village[49]
- La terre de Coulommiers-la-Tour et ses dépendances (dont l'église)
- L'église Sainte-Eugénie de Rilly
- La dîme de la seigneurie de Mondoubleau
- L’église Saint-Jean-de-la-Chaîne de Châteaudun
- L'église Saint-Denis de Villerable(la moitié), cette église appartint par la suite à l'abbaye de l'Épau[50]

#### Les prieurés
- Le prieuré de Courtozé[51]
- Le prieuré de Baigneaux[52]
- Le prieuré de Busloup[53]
- Le prieuré de Danzé[54]
- Le prieuré de Gombergean[55]
- Le prieuré de Villemardy[56]

### Dans lediocèse du Mans

#### Les églises paroissiales
- L'église Saint-Martin de Sasnières
- L'église Saint-Denis de Thoré
- L'église de La Chartre
- L'église Saint-Pierre de Savigny-sur-Braye
- L'église Notre-Dame de Tréhet

#### Les prieurés
- Le prieuré de Villedieu-le-Château et la chapelle Saint-Laurent
- Le prieuré d'Houssay[57]

### EnTouraine
- L’église Notre-Dame de Rivière

### EnAnjou

#### Prieurés
- Le prieuré de la Trinité de l'Esvière d'Angers, c’était en ce lieu, où les moines de l’abbaye, devait se réfugié en cas de problème éventuel.
- L’église de la Toussaint d’Angers (C’est maintenant l’abbaye Toussaint d’Angers
- L’église de Saint-Clément de Craon (prieuré Saint-Clément)

#### églises paroissiales
- L’église de Saint-Saturnin-sur-Loire
- L’église de Saint-Georges de Ménil
- L'église Saint-Pierre de Villiers-au-Bouin
- L'église de Marcé

### Dans lecomté de Poitiers
- L’église d’Olonne-sur-Mer
- L’église Saint-Martin d’Availles

### Dans le comté deSaintes
- L’église Saint-Saturnin
- L’église de Saint-Agnant (abbaye de Montierneuf)
- L’église Saint-Georges de Saint-Georges-d'Oléron

### Dans l’Orléanais
- L’église Saint-Étienne de Beaugency

### Dans lediocèse de Bayeux
- L'église Notre-Dame d'Audrieu

## Abbés
- Renauld Ier (1033-1046)[58]
- Oudri (1046-1082)
- David (1082-1085)
- Bernon (1086-1093)
- Geoffroi de Vendôme, (1070-1132), qui engagea une politique de rayonnement de son abbaye et reçut deux papes dans celle-ci, Urbain II puis Pascal II.
- Fromond (1132-1139)
- Aubert (1139-1145)
- Robert (1146-1161)[59]
- Guillaume Ier (1161-1164)
- Girard (1164-1187)
- Lucas (1187-1202)
- Hamelin (1203-1222)
- Geoffroy II (1222-1223)
- Hugues (1223-1227)
- Renaud II (1227)
- Renaud III (1227-1243)
- Renaud IV de Villedieu (1243-1271)
- Philippe (1272-1275)
- Jean I (1275-1284)
- Rainaud (1284-1286)[60]
- Simon du Plessis (1286 [25 octobre]-1308)[61]
- Jean II (1308-1309)
- Guillaume II de Viesel (1309-1319)
- Jean III de Buffa (1319-1342)
- Michel (1343-1350)
- Guillaume III du Plessis (1350-1384)
- Pierre de Péruse (1384-1414)
- Jean IV de Lafont (1414-1415)
- Yves de Lafont (1415-1440)
- Jean V de Villeray (1440-1461)
- Richard Olivier de Longueil (1461-1470)
- Aimery de Coudun (1470-1487)
- Louis de Crevant (1487-1522)
- Antoine de Crevant (1522-1539)

### Abbés commendataires
- 1539-1548 : cardinal Antoine Sanguin de Meudon ;
- 1548-1565 : cardinal Charles Ier de Bourbon ;
- 1565-1571 : cardinal Marc Sitique Altiempi ;
- 1571-1591 : Louis de La Chambre ;
- 1591-1594 : cardinal Charles II de Bourbon ;
- 1594-1597 : Louis de Mornay ;
- 1597-1643 : Michel Sublet ;
- 1650-1661 : François de Rohan-Rochefort ;
- 1661-1725 : Philippe de Vendôme ;
- 1725-1750 : Louis-Jacques Chapt de Rastignac archevêque de Tours ;
- 1750-1790 : Henri-Joseph-Claude de Bourdeilles évêque de Soissons.

## Moines et visiteurs célèbres
- Arnoux de Gap, saint, évêque de Gap, fut moine à l'abbaye.
- Urbain II
- Pascal II
- le roi François II et la reine Marie Stuart
- Dom Jean Thiroux (1663-1731), moine écrivain y ayant fait sa profession le 29 avril 1681.

## Protection des Monuments Historiques
Cette abbaye fait l'objet de protections au titre des monuments historiques : un classement par la liste de 1840 concernant l'église de la Trinité, une inscription en 1948 concernant les vestiges de la chapelle Saint-Loup, un classement en 1949 concernant les façades et les toitures des bâtiments de l'ancienne abbaye, la salle capitulaire et la cour du cloître et une inscription par arrêté du 8 décembre 2022 concernant les greniers, les façades et toitures du bâtiment Régence et le mur de clôture de l'ancien logis abbatial.